# هانا تیلور-گوردون
هانا تیلور-گوردون (به انگلیسی: Paul Guilfoyle) (زاده ۶ مارس ۱۹۸۷) بازیگر انگلیسی است.
از فیلم‌های معروف او می‌توان به بازی در فیلم یعقوب کذاب، هنر زیبای عشق اشاره کرد.